# Copa Polla Gol 1984
La Copa Chile-Polla Gol 1984 fue la 14º versión del clásico torneo de copa entre clubes de Chile, participaron todos los clubes de la Primera División chilena de ese año, simultáneamente se desarrolló el mismo tipo de torneo para la Segunda División (actual Primera B).
Fue dirigido por la Asociación Central de Fútbol y se disputó como un campeonato de apertura al torneo nacional, finalizó el 25 de julio de 1984, coronándose campeón, Everton, que ganó 3–0 a Universidad Católica en el partido definitorio jugado por el título.
Los 26 equipos en la primera fase jugaron en un formato consistente en cuatro grupos: dos conformados con seis equipos cada uno: Grupo Zona Norte y Grupo Zona Sur, y dos con siete equipos cada uno: Grupo Zona Centro y Grupo Zona Metropolitana. En los dos últimos grupos indicados, queda cada fecha un equipo libre, los que disputarán un partido denominada “interzona”, de tal forma que los grupos de seis equipos al término de primera etapa habrán jugado 10 partidos cada uno, y los equipos de la Zona Central y Metropolitana contabilizarán 14 partidos jugados, cada uno.
El sistema de puntuación establecido es el normal para los equipos que disputan un partido: dos puntos al equipo vencedor, un punto a cada equipo en el empate y sin puntos para el equipo perdedor.
Al término de dos ruedas de competencia, los equipos posicionados en el primer lugar de cada grupo, acceden a las semifinal y se enfrentaban en partidos de ida y vuelta. Los equipos vencedores jugarán la final en un partido único.

## Primera fase
Pos = Posición; PJ = Partidos jugados; PG = Partidos ganados; PE = Partidos empatados; PP = Partidos perdidos; GF = Goles a favor; GC = Goles en contra; Dif = Diferencia de gol; Pts = Puntos 

### Grupo Norte
| Pos | Equipo               | PJ | PG | PE | PP | GF | GC | Dif | Pts |
| --- | -------------------- | -- | -- | -- | -- | -- | -- | --- | --- |
| 1   | Cobresal             | 10 | 6  | 3  | 1  | 22 | 10 | 12  | 15  |
| 2   | Cobreloa             | 10 | 4  | 5  | 1  | 13 | 5  | 8   | 13  |
| 3   | Deportes Antofagasta | 10 | 4  | 2  | 4  | 14 | 20 | -6  | 10  |
| 4   | Regional Atacama     | 10 | 2  | 4  | 4  | 9  | 11 | -2  | 8   |
| 5   | Deportes Arica       | 10 | 2  | 3  | 5  | 9  | 14 | -5  | 7   |
| 6   | Deportes Iquique     | 10 | 3  | 1  | 6  | 12 | 19 | -7  | 7   |

### Grupo Centro
| Pos | Equipo             | PJ | PG | PE | PP | GF | GC | Dif | Pts |
| --- | ------------------ | -- | -- | -- | -- | -- | -- | --- | --- |
| 1   | Everton            | 13 | 7  | 3  | 3  | 14 | 8  | 6   | 17  |
| 2   | Unión San Felipe   | 13 | 6  | 2  | 5  | 17 | 15 | 2   | 14  |
| 3   | Santiago Wanderers | 12 | 4  | 4  | 4  | 14 | 10 | 4   | 12  |
| 4   | Coquimbo Unido     | 13 | 5  | 2  | 6  | 20 | 21 | -1  | 12  |
| 5   | San Luis           | 13 | 3  | 6  | 4  | 10 | 11 | -1  | 12  |
| 6   | Trasandino         | 13 | 4  | 4  | 5  | 15 | 25 | -10 | 12  |
| 7   | Deportes La Serena | 12 | 3  | 3  | 6  | 16 | 20 | -4  | 9   |

No se jugaron por reiteradas suspensiones por mal tiempo, y además considerados intrascendentes para la ubicación del primer lugar, los siguientes partidos: 1-Everton - S Wanderers, 2-U San Felipe - Unión Española, 3-Coquimbo Unido – Trasandino y 4-San Luis - La Serena, todas correspondiente a la segunda fecha de la segunda rueda.  También no se jugó por los mismos motivos el partido entre S Wanderers – Dep. La Serena.

### Grupo Metropolitano
| Pos | Equipo               | PJ | PG | PE | PP | GF | GC | Dif | Pts |
| --- | -------------------- | -- | -- | -- | -- | -- | -- | --- | --- |
| 1   | Universidad Católica | 13 | 7  | 5  | 1  | 20 | 13 | 7   | 19  |
| 2   | Magallanes           | 14 | 5  | 6  | 3  | 23 | 19 | 5   | 16  |
| 3   | Colo-Colo            | 14 | 5  | 5  | 4  | 26 | 18 | 8   | 15  |
| 4   | Unión Española       | 12 | 4  | 6  | 2  | 17 | 15 | 2   | 14  |
| 5   | Universidad de Chile | 14 | 4  | 5  | 5  | 19 | 15 | 4   | 13  |
| 6   | Audax Italiano       | 14 | 3  | 4  | 6  | 14 | 27 | -13 | 11  |
| 7   | Palestino            | 14 | 2  | 4  | 8  | 15 | 24 | -9  | 8   |

No se jugó el partido pendiente entre Universidad Católica y Unión Española, por ser considerado intrascendente para la ubicación del primer lugar.

### Grupo Sur
| Pos | Equipo             | PJ | PG | PE | PP | GF | GC | Dif | Pts |
| --- | ------------------ | -- | -- | -- | -- | -- | -- | --- | --- |
| 1   | Green Cross Temuco | 10 | 7  | 1  | 2  | 18 | 7  | 11  | 15  |
| 2   | Huachipato         | 10 | 5  | 3  | 2  | 16 | 11 | 5   | 13  |
| 3   | Fernández Vial     | 10 | 4  | 2  | 4  | 9  | 10 | -1  | 10  |
| 4   | Naval              | 10 | 3  | 3  | 4  | 14 | 13 | 1   | 9   |
| 5   | Rangers            | 10 | 3  | 2  | 5  | 13 | 19 | -6  | 8   |
| 6   | O'Higgins          | 10 | 2  | 1  | 7  | 20 | 30 | -10 | 5   |

|  | Clasificados a semifinal |

## Fase final

### Semifinales
| 15 de julio de 1984 | Green Cross Temuco | 0:0 | Universidad Católica | Estadio German Becker, Temuco                            |  |
|                     |                    |     |                      | Asistencia: 9.945 espectadores Árbitro(s): Gastón Castro |  |

| 18 de julio de 1984 | Universidad Católica | 3:2 | Green Cross Temuco | Estadio Santa Laura, Santiago |  |

Clasifica Universidad Católica tras ganar 3-2 en el Global.
| 15 de julio de 1984 | Cobresal           | 1:0 | Everton | Estadio El Cobre, El Salvador                         |                                                       |
|                     | Nelson Pedetti 38' |     |         | Asistencia: 4.425 espectadores Árbitro(s): Mario Lira | Asistencia: 4.425 espectadores Árbitro(s): Mario Lira |

| 18 de julio de 1984 | Everton           | 2:0 | Cobresal | Estadio Sausalito, Viña del Mar |  |
|                     | Anotado · Anotado |     |          |                                 |  |

Clasifica Everton tras ganar 2-1 en el Global.

### Final
| 25 de julio de 1984 | Everton                                                               | 3:0     | Universidad Católica | Estadio Nacional, Santiago                                        |                                                                   |
|                     | Luis Alberto Ramos 6' · Pedro Pablo Díaz 16' · Washington Olivera 55' | Reporte |                      | Asistencia: 13.500 espectadores Árbitro(s): Juan Silvagno Cavanna | Asistencia: 13.500 espectadores Árbitro(s): Juan Silvagno Cavanna |

|       | POR   | Jaime Zapata       |     |
|       | DEF   | Domingo Sorace     |     |
|       | DEF   | Manuel Quezada     |     |
|       | DEF   | Johnny Ashwell     |     |
|       | DEF   | Sergio Navarro     |     |
|       | MED   | Francisco Eulogio  | 74' |
|       | MED   | Belisario Leiva    |     |
|       | MED   | Jorge García       | 80' |
|       | DEL   | Pedro Pablo Díaz   |     |
|       | DEL   | Luis Alberto Ramos |     |
|       | DEL   | Washington Olivera |     |
| D. T. | D. T. | Fernando Riera     |     |

|       | POR   | Marco Antonio Cornez |     |
|       | DEF   | Gastón Cid           |     |
|       | DEF   | Luis Abarca          |     |
|       | DEF   | René Valenzuela      |     |
|       | DEF   | Alberto Valenzuela   |     |
|       | MED   | Miguel Ángel Neira   |     |
|       | MED   | Patricio Mardones    |     |
|       | MED   | Jorge Aravena        |     |
|       | DEL   | Juan Ramón Isasi     |     |
|       | DEL   | Juvenal Vargas       | 46' |
|       | DEL   | Alexis Noble         | 62' |
| D. T. | D. T. | Ignacio Prieto       |     |

|  | MED | Leonel Gatica | 74' |
|  | DEF | Sergio Araya  | 80' |

|  | DEF | Osvaldo Hurtado | 46' |
|  | DEL | Gino Valentini  | 62' |

| 6' · 16' · 55' | Luis Alberto Ramos Pedro Pablo Díaz Washington Olivera |  |

| Principal | Juan Silvagno Cavanna |

|       | POR   | Jaime Zapata       |     |
|       | DEF   | Domingo Sorace     |     |
|       | DEF   | Manuel Quezada     |     |
|       | DEF   | Johnny Ashwell     |     |
|       | DEF   | Sergio Navarro     |     |
|       | MED   | Francisco Eulogio  | 74' |
|       | MED   | Belisario Leiva    |     |
|       | MED   | Jorge García       | 80' |
|       | DEL   | Pedro Pablo Díaz   |     |
|       | DEL   | Luis Alberto Ramos |     |
|       | DEL   | Washington Olivera |     |
| D. T. | D. T. | Fernando Riera     |     |

|       | POR   | Marco Antonio Cornez |     |
|       | DEF   | Gastón Cid           |     |
|       | DEF   | Luis Abarca          |     |
|       | DEF   | René Valenzuela      |     |
|       | DEF   | Alberto Valenzuela   |     |
|       | MED   | Miguel Ángel Neira   |     |
|       | MED   | Patricio Mardones    |     |
|       | MED   | Jorge Aravena        |     |
|       | DEL   | Juan Ramón Isasi     |     |
|       | DEL   | Juvenal Vargas       | 46' |
|       | DEL   | Alexis Noble         | 62' |
| D. T. | D. T. | Ignacio Prieto       |     |

|  | MED | Leonel Gatica | 74' |
|  | DEF | Sergio Araya  | 80' |

|  | DEF | Osvaldo Hurtado | 46' |
|  | DEL | Gino Valentini  | 62' |

| 6' · 16' · 55' | Luis Alberto Ramos Pedro Pablo Díaz Washington Olivera |  |

| Principal | Juan Silvagno Cavanna |

|       | POR   | Jaime Zapata       |     |
|       | DEF   | Domingo Sorace     |     |
|       | DEF   | Manuel Quezada     |     |
|       | DEF   | Johnny Ashwell     |     |
|       | DEF   | Sergio Navarro     |     |
|       | MED   | Francisco Eulogio  | 74' |
|       | MED   | Belisario Leiva    |     |
|       | MED   | Jorge García       | 80' |
|       | DEL   | Pedro Pablo Díaz   |     |
|       | DEL   | Luis Alberto Ramos |     |
|       | DEL   | Washington Olivera |     |
| D. T. | D. T. | Fernando Riera     |     |

|       | POR   | Marco Antonio Cornez |     |
|       | DEF   | Gastón Cid           |     |
|       | DEF   | Luis Abarca          |     |
|       | DEF   | René Valenzuela      |     |
|       | DEF   | Alberto Valenzuela   |     |
|       | MED   | Miguel Ángel Neira   |     |
|       | MED   | Patricio Mardones    |     |
|       | MED   | Jorge Aravena        |     |
|       | DEL   | Juan Ramón Isasi     |     |
|       | DEL   | Juvenal Vargas       | 46' |
|       | DEL   | Alexis Noble         | 62' |
| D. T. | D. T. | Ignacio Prieto       |     |

|  | MED | Leonel Gatica | 74' |
|  | DEF | Sergio Araya  | 80' |

|  | DEF | Osvaldo Hurtado | 46' |
|  | DEL | Gino Valentini  | 62' |

| 6' · 16' · 55' | Luis Alberto Ramos Pedro Pablo Díaz Washington Olivera |  |

| Principal | Juan Silvagno Cavanna |

|       | POR   | Jaime Zapata       |     |
|       | DEF   | Domingo Sorace     |     |
|       | DEF   | Manuel Quezada     |     |
|       | DEF   | Johnny Ashwell     |     |
|       | DEF   | Sergio Navarro     |     |
|       | MED   | Francisco Eulogio  | 74' |
|       | MED   | Belisario Leiva    |     |
|       | MED   | Jorge García       | 80' |
|       | DEL   | Pedro Pablo Díaz   |     |
|       | DEL   | Luis Alberto Ramos |     |
|       | DEL   | Washington Olivera |     |
| D. T. | D. T. | Fernando Riera     |     |

|       | POR   | Marco Antonio Cornez |     |
|       | DEF   | Gastón Cid           |     |
|       | DEF   | Luis Abarca          |     |
|       | DEF   | René Valenzuela      |     |
|       | DEF   | Alberto Valenzuela   |     |
|       | MED   | Miguel Ángel Neira   |     |
|       | MED   | Patricio Mardones    |     |
|       | MED   | Jorge Aravena        |     |
|       | DEL   | Juan Ramón Isasi     |     |
|       | DEL   | Juvenal Vargas       | 46' |
|       | DEL   | Alexis Noble         | 62' |
| D. T. | D. T. | Ignacio Prieto       |     |

|  | MED | Leonel Gatica | 74' |
|  | DEF | Sergio Araya  | 80' |

|  | DEF | Osvaldo Hurtado | 46' |
|  | DEL | Gino Valentini  | 62' |

| 6' · 16' · 55' | Luis Alberto Ramos Pedro Pablo Díaz Washington Olivera |  |

| Principal | Juan Silvagno Cavanna |

## Campeón
|                     |
| Everton 1.er título |